# Conservatorio Giuseppe Verdi (Milaan)

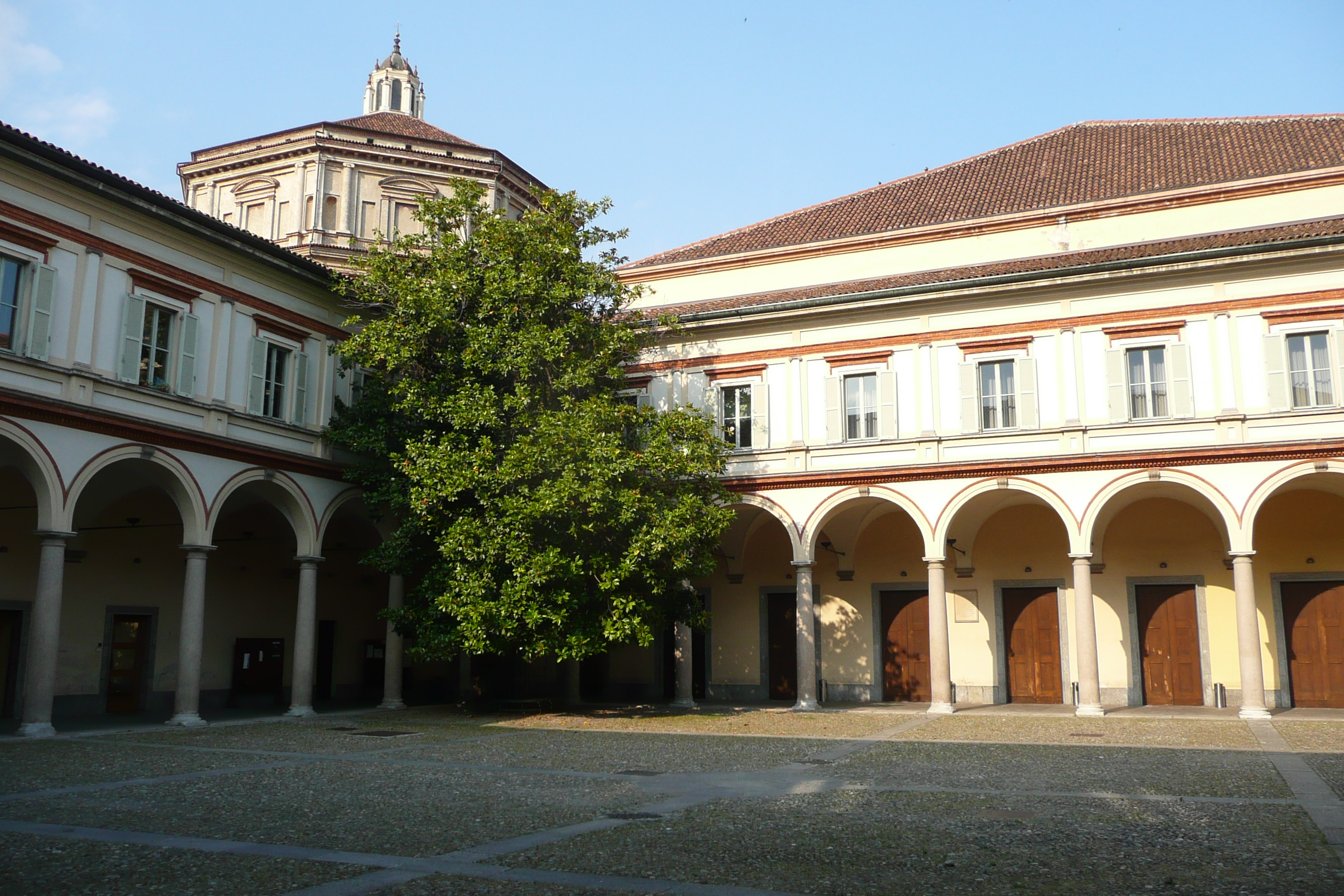
Conservatorio Giuseppe Verdi (Milaan)

Het Conservatorio "Giuseppe Verdi" (Milaan) is een conservatorium in Milaan en is opgericht in 1808.
Het is een van de grootste conservatoria in Italië. Het maakt deel uit van het systeem Alta Formazione Artistica e Musicale (AFAM), dat parallel te zien is tot een dergelijke inrichting van de universiteiten, waar een student een bepaald maturita gebruikt om in te treden en met Bachelor of Music of Master of Music afstudeert. 
De tegenwoordige directeur is Leonardo Taschera en de president is Francesco Saverio Borrelli.

## Ereleden
- František Vincenc Kramář

## Bekende professoren
- Antonio Bazzini
- Cesare Dominiceti
- Delfo Menicucci
- Arrigo Pedrollo
- Amilcare Ponchielli
- Lauro Rossi
- Michele Saladino

## Bekende leerlingen
- Claudio Abbado
- Arrigo Boito
- Giovanni Bottesini
- Riccardo Chailly
- Alfredo Catalani
- Ludovico Einaudi
- Franco Faccio

- Alceo Galliera
- Vittorio Giannini
- Antônio Carlos Gomes
- Franco Leoni
- Bruno Maderna
- Pietro Mascagni
- Gian Carlo Menotti

- Arturo Benedetti Michelangeli
- Francisco Mignone
- Italo Montemezzi
- Maurizio Pollini
- Giacomo Puccini
- Ruggero Raimondi
- Carlo Soliva
- Ivan Zajc